# Inde aux Jeux olympiques d'été de 2000
L'Inde participe aux Jeux olympiques d'été de 2000 à Sydney. Sa délégation est composée de 65 athlètes répartis dans 13 sports et son porte-drapeau est le joueur de tennis Leander Paes. Au terme des Olympiades, la nation se classe 71e ex æquo avec 9 autres pays; cet ensemble de délégation ayant chacun gagné une médaille de bronze.

## Nombre d'athlètes qualifiés par sport
Voici la liste des qualifiés et sélectionnés Indiens par sport (remplaçants compris) :
| Sport      | Hommes | Femmes | Total |
| ---------- | ------ | ------ | ----- |
| Athlétisme | 12     | 12     | 24    |
| Aviron     | 2      | 0      | 2     |
| Badminton  | 1      | 1      | 2     |
| Boxe       | 3      | 0      | 3     |
| Équitation | 1      | 0      | 1     |

## Liste des médaillés indiens

### Médailles d'or
Aucun athlète indien ne remporte de médaille d'or durant ces JO.

### Médailles d'argent
Aucun athlète indien ne remporte de médaille d'argent durant ces JO.

### Médailles de bronze
| Sport                   | Discipline         | Sportifs          | Performance |
| Médailles de bronze : 1 |                    |                   |             |
| Haltérophilie           | Moins de 69 kg (F) | Karnam Malleswari |             |

## Athlétisme

### Hommes
| Athlète                                                                        | Épreuve          | Séries        | Séries | Quarts de finale | Quarts de finale | Demi-finales | Demi-finales | Finale  | Finale  |
| Athlète                                                                        | Épreuve          | Temps         | Rang   | Temps            | Rang             | Temps        | Rang         | Temps   | Rang    |
| ------------------------------------------------------------------------------ | ---------------- | ------------- | ------ | ---------------- | ---------------- | ------------ | ------------ | ------- | ------- |
| Paramjit Singh                                                                 | 400 m            | 46 s 64       | 6e     | Eliminé          | Eliminé          | Eliminé      | Eliminé      | Eliminé | Eliminé |
| Chinnain Thiruganadurai Rajeev Bala Krishnan Ajay Raj Singh Anil Kumar Prakash | Relais 4 × 100 m | 40 s 23       | 7e     | Eliminé          | Eliminé          | Eliminé      | Eliminé      | Eliminé | Eliminé |
| Lijo David Thottan Jata Shankar Purukottam Ramachandran Paramjit Singh         | Relais 4 × 400 m | 3 min 08 s 38 | 4e     | Eliminé          | Eliminé          | Eliminé      | Eliminé      | Eliminé | Eliminé |

| Athlète          | Épreuve           | Qualification | Qualification | Finale      | Finale  |
| Athlète          | Épreuve           | Performance   | Rang          | Performance | Rang    |
| ---------------- | ----------------- | ------------- | ------------- | ----------- | ------- |
| Sanjay Kumar Rai | Saut en longueur  | NM            | /             | Eliminé     | Eliminé |
| Bahadur Singh    | Lancer du poids   | 18,70 m       | 27e           | Eliminé     | Eliminé |
| Shakti Singh     | Lancer du poids   | 18,40 m       | 32e           | Eliminé     | Eliminé |
| Jagdish Bishnoi  | Lancer du javelot | 70,86 m       | 30e           | Eliminé     | Eliminé |

### Femmes
| Athlète                                                           | Épreuve          | Séries        | Séries | Quarts de finale | Quarts de finale | Demi-finales | Demi-finales | Finale  | Finale  |
| Athlète                                                           | Épreuve          | Temps         | Rang   | Temps            | Rang             | Temps        | Rang         | Temps   | Rang    |
| ----------------------------------------------------------------- | ---------------- | ------------- | ------ | ---------------- | ---------------- | ------------ | ------------ | ------- | ------- |
| K. M. Beenamol                                                    | 400 m            | 51 s 51       | 1er    | 51 s 81          | 4e               | 52 s 04      | 8e           | Eliminé | Eliminé |
| Valdivel Jayalakshmi Vinita Tripathi Saraswati Dey Rachita Mistry | Relais 4 × 100 m | 45 s 20       | 6e     | Eliminé          | Eliminé          | Eliminé      | Eliminé      | Eliminé | Eliminé |
| Paramjit Kaur Jincy Phillip Rosa Kutty K. M. Beenamol             | Relais 4 × 400 m | 3 min 31 s 46 | 5e     | Eliminé          | Eliminé          | Eliminé      | Eliminé      | Eliminé | Eliminé |

| Athlète                   | Épreuve           | Qualification | Qualification | Finale      | Finale  |
| Athlète                   | Épreuve           | Performance   | Rang          | Performance | Rang    |
| ------------------------- | ----------------- | ------------- | ------------- | ----------- | ------- |
| Neelam Jaswant Singh Dora | Lancer du disque  | 55,26 m       | 26e           | Eliminé     | Eliminé |
| Gurmeet Kaur              | Lancer du javelot | 52,78 m       | 32e           | Eliminé     | Eliminé |
| Pramila Ganapathy         | Heptathlon        | Non disputé   | Non disputé   | 5548 pts    | 24e     |
| Soma Biswas               | Heptathlon        | Non disputé   | Non disputé   | 5481 pts    | 25e     |

## Aviron

### Hommes
| Athlète(s)                | Compétition       | Série         | Série | Repêchage     | Repêchage | Demi-finale | Demi-finale | Finale  | Finale  |
| Athlète(s)                | Compétition       | Temps         | Rang  | Temps         | Rang      | Temps       | Rang        | Temps   | Rang    |
| ------------------------- | ----------------- | ------------- | ----- | ------------- | --------- | ----------- | ----------- | ------- | ------- |
| Kasam Khan Inderpal Singh | Deux sans barreur | 7 min 09 s 94 | 5e    | 7 min 16 s 10 | 6e        | Eliminé     | Eliminé     | Eliminé | Eliminé |

## Badminton

### Hommes
| Athlète           | Compétition   | 1/32 de finale   | 1/16 de finale          | 1/8 de finale         | Quarts de finale | Demi-finales     | Finale           | Finale 3eplace   | Rang    |
| Athlète           | Compétition   | Adversaire Score | Adversaire Score        | Adversaire Score      | Adversaire Score | Adversaire Score | Adversaire Score | Adversaire Score | Rang    |
| ----------------- | ------------- | ---------------- | ----------------------- | --------------------- | ---------------- | ---------------- | ---------------- | ---------------- | ------- |
| Pulella Gopichand | Simple hommes | Non disputé      | VictoireDruzhchenko 2-1 | Défaite Hendrawan 0-2 | Eliminé          | Eliminé          | Eliminé          | Eliminé          | Eliminé |

### Femmes
| Athlète      | Compétition  | 1/32 de finale     | 1/16 de finale   | 1/8 de finale    | Quarts de finale | Demi-finales     | Finale           | Finale 3eplace   | Rang    |
| Athlète      | Compétition  | Adversaire Score   | Adversaire Score | Adversaire Score | Adversaire Score | Adversaire Score | Adversaire Score | Adversaire Score | Rang    |
| ------------ | ------------ | ------------------ | ---------------- | ---------------- | ---------------- | ---------------- | ---------------- | ---------------- | ------- |
| Aparna Popat | Simple dames | Défaite Morgan 1-2 | Eliminé          | Eliminé          | Eliminé          | Eliminé          | Eliminé          | Eliminé          | Eliminé |

## Boxe

### Hommes
| Athlète             | Catégorie        | 16e de finale              | 8e de finale            | Quart de finale       | Demi-finale         | Finale              |
| Athlète             | Catégorie        | Adversaire Résultat        | Adversaire Résultat     | Adversaire Résultat   | Adversaire Résultat | Adversaire Résultat |
| ------------------- | ---------------- | -------------------------- | ----------------------- | --------------------- | ------------------- | ------------------- |
| Soubam Suresh Singh | Poids mi-mouches | Défaite Corée du Sud 5-9   | Eliminé                 | Eliminé               | Eliminé             | Eliminé             |
| Dingko Singh        | Poids coqs       | Non disputé                | Défaite Ukraine 5-14    | Eliminé               | Eliminé             | Eliminé             |
| Gurcharan Singh     | Poids mi-lourds  | Victoire Corée du Sud 11-9 | Victoire Afrique du Sud | Défaite Ukraine 12-12 | Eliminé             | Eliminé             |

## Equitation
| Athlète      | Compétition      | Pénalités | Rang |
| ------------ | ---------------- | --------- | ---- |
| Imtiaz Anees | Concours complet | 236.60    | 23e  |